# Pleurotus hyacinthus
Pleurotus hyacinthus är en svampart som beskrevs av Corner 1981. Pleurotus hyacinthus ingår i släktet Pleurotus och familjen musslingar.   Inga underarter finns listade i Catalogue of Life.